# Intean Poalroath Rongroeurng
Intean Poalroath Rongroeurng Ltd. (кхмер. ឥណទានពលរដ្ឋរុងរឿង អិលធីឌី Инатеан Пуольроат Рунгрыанг Эль-Тхи-Ди) — камбождийская компания осуществляющая деятельность в сфере микрофинансового кредитования бедных слоев населения, занимающихся фермерским хозяйством.
Компания открыта в 2005 году, главный офис располагается в Пномпене. Имеет шесть филиалов в пяти провинциях Камбоджи: Поусат, Кандаль, Такео, Баттамбанги Бантеаймеантьей.
Компания предоставляет микрокредиты фермерам, живущим в сельской местности, которые занимаются выращиванием риса, маниоки, кукурузы, кунжута и других сельскохозяйственных культур, а также их переработкой и реализацией. Согласно информации на март 2012 года компания по числу портфельных клиентов занимала 12 место среди банковских структур Камбоджи.
«Инатеан Пуольроат Рунгрыанг», в переводе на русский означает «Процветание кхмерского населения», компания была основана камбоджийцами Окня Пхуо Пуем и Хау Симон при поддержке камбоджийской федерации Federation of Cambodian Rice Millers Associations, которая в свою очередь ставит перед собой глобальную цель обеспечение местных рисозаводчиков доступом к дополнительному капиталу для расширения производства.
В начале 2005 года компания была зарегистрирована в Национальном банке Комбожди как сельский кредитный оператор, а июне этого же года была перерегистрирована в Министерстве торговли Камбоджи как акционерное общество с названием Intean Poalroath Rongroeurng или IPR.
В 2009 году миноритарный пакет акций был передан под контроль холдинговой компании Leopard Capital, с созданием дочернего предприятия IPR (HK) Limited, расположенного в Гонконге.
По данным на 2015 год компания обслуживает более 4200 клиентов, со среднем размера кредита в 1600 долларов, в более чем 435 деревнях по всей Камбодже, является членом Камбоджийской ассоциации микрофинансирования, общий кредитный портфель около 6,6 млн долларов, активы компании около 8,1 млн долларов.